# Kira Kazantsev
Kira Kazantsev, née le 20 juillet 1991 à San Francisco, en Californie, aux États-Unis, est une actrice pour la télévision américaine. Elle est couronnée Miss New York (en) 2014, puis Miss America 2015.

## Source de la traduction
- (en) Cet article est partiellement ou en totalité issu de l’article de Wikipédia en anglais intitulé « Kira Kazantsev » (voir la liste des auteurs).